# Ebeltje Boekema-Hut
Ebeltje Boekema-Hut (Zevenhuizen, 31 augustus 1911 - Leek, 11 juni 2022) was sinds het overlijden van de 110-jarige Cornelia Boonstra-van der Bijl op 15 mei 2021 de oudste inwoner van Nederland. Haar moeder werd 97 jaar oud, en ook haar groot- en overgrootmoeder werden elk bijna honderd jaar oud.
Ebeltje Boekema-Hut was de jongste uit een gezin met zes kinderen. Haar vader had in Zevenhuizen een boerderij.
Zij ontmoette haar latere echtgenoot Lammert Boekema (1909-1990), met Hemelvaart tijdens een bosfeest in Roden. Samen met hem nam ze de boerderij van haar vader over. Lammert en Ebeltje Boekema kregen vier dochters.
Anno 2021 had ze kleinkinderen, achterkleinkinderen en achterachterkleinkinderen en woonde zij in Leek.
Boekema-Hut overleed op 11 juni 2022 op 110-jarige leeftijd.